# Габор, Василий Васильевич

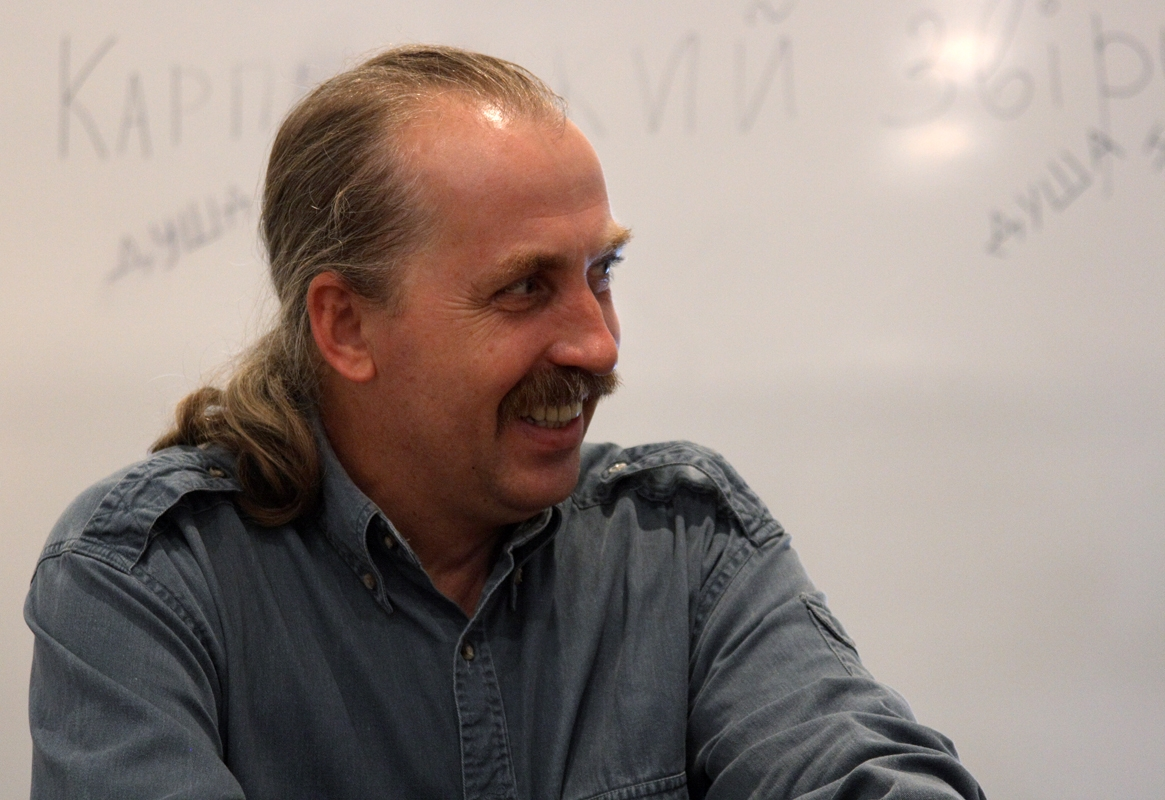
Василий Габор

Васи́лий Га́бор (укр. Василь Ґабор, родился 10 декабря в 1959 г. в селе Александровка (ранее Шандрово), Хустский район, Закарпатская область, УССР) — украинский прозаик и литературовед.
Служил в Советской армии. Когда переехал с Закарпатья во Львов, по его собственным словам «совсем не говорил по-украински». В 1986 году окончил факультет журналистики Львовского государственного университета им. Ивана Франко. В 1987—1990 годах работал во львовских газетах. В 1991—1992 — в историко-краеведческом журнале «Летопись Красной Калины». С 1993 года — научный работник Львовской научной библиотеки им. В. Стефаника НАН Украины.
Василий Габор — автор сборника новелл «Книга экзотичных снов и реальных событий» («Книга екзотичних снів та реальних подій»), ряда краеведческих эссе, распорядитель ряда антологий. Вел рубрику современной литературы в журнале «Кур’єр Кривбасу». Член Ассоциации украинских писателей. Его сочинения переводились на немецкий и хорватский языки. Живёт во Львове.